# Alfred Orban
Alfred Orban, gewoonlijk Alfred Orban-Van Volxem (Brussel, 26 maart 1857 - aldaar, 30 oktober 1932) was een zakenman en rentenier, en kleinzoon van de bekende Luikse industriële magnaat Henri Orban-Rossius. Orban was hierdoor ook een neef van de liberale politicus en Belgisch premier Walthère Frère-Orban.
Orban huwde in 1884 Jeanne van Volxem waarna ze tussen 1885 en 1889 twee zonen en een dochter kregen. Van Volxem erfde in het familiekapitaal van haar grootvader Guillaume Van Volxem waaronder ook het domein Drie Fonteinen in Vilvoorde.
Orban en Van Volxem bouwen rond 1900 Drie Fonteinen door overname van aangrenzende kasteelpercelen uit tot een domein van 90 ha.

## Nagedachtenis
Orban was betrokken bij de stichting en het beheer van de Verenigde Godshuizen, een godshuis in Brussel, waarvoor hij nog herinnerd wordt met een gedenkplaat op die site, tegenwoordig de campus César De Paepe van het CHU Saint-Pierre, links boven de toegangsdeur van de Accolaystraat 23.
Ook voor zijn voorzitterschap, en erevoorzitterschap van de Cercle Wallon te Vilvoorde, een sociëteit aldaar, werd hij geëerd met een compositie van Gérard Nauwelaers met tekst van Léon Mineur, "Pays Wallon", een oorlogslied uit de Eerste Wereldoorlog aan hem opgedragen.
Het park van het domein Drie Fonteinen werd nog tientallen jaren nadat het in 1956 in bezit kwam van de gemeente Vilvoorde aangeduid als het Orbanpark, alvorens de huidige naam te krijgen.